# ナルモン・カンアン
ナルモン・カンアン（Narumon Khanan, 1983年1月26日 - ）は、タイの女子バレーボール選手。タイ王国代表。

## 来歴
2002年にタイ代表入り。北京オリンピック世界最終予選ではヌットサラ・トムコムの控えセッターとしての役割をこなした。ヌットサラに身長で勝るため、ワンポイントブロッカーとしての起用が多い。

## 球歴
- ワールドカップ - 2007年

## 所属チーム
- Rattana Bundit University（2002-2005年）
- BEC World（2002-2005年）
- Sang Som（2005-2006年）
- Yeşilyurt（2008-2009年）
- Federbrau（2008-2009年）
- Rao Rak Chonburi E-Tech（2010-2011年）
- Udonthani（2010-2013年）
- PEA Sisaket（2011-2016年）
- Sisaket（2012-2015年）
- Idea Khonkaen（2014-2015年）
- 3BB Nakornnont（2015-2020年）
- PEA Sisaket（2021-2022年）
- EUREKA - Sisaket VC（2023-2024年）